# H. C. Speir
H. C. Speir (Henry Columbus Speir), né le 6 octobre 1895 à  Prospect, Mississippi, et mort le 22 avril 1972 à  Pearl, Mississipi, est un découvreur de talents et un marchand de disques américain. Il lança la carrière discographique de la plupart des plus importants musiciens de blues du Mississippi dans les années 1920 et 1930. Il a été qualifié de « parrain du Delta blues » et de « visionnaire dans le domaine musical »,.

## Biographie
Henry Columbus Speir est un homme d'affaires blanc propriétaire d'un magasin de musique sur Farish Street, un quartier noir de la ville de Jackson, Mississippi. En 1926, comme il vend des disques de blues, des éditeurs de musique font appel à lui pour trouver de nouveaux talents. Il travaille ainsi pour Okeh, Victor, Gennett, Columbia, Vocalion, Decca et Paramount. Dans son magasin, Speir enregistre des maquettes des musiciens qu'il juge valables et envoient celles-ci aux labels avant d'organiser des séances plus formelles. L'information que Speir peut les aider à enregistrer des disques circule dans la communauté des musiciens de blues et nombreux sont ceux qui vont auditionner dans son magasin.
Parmi les musiciens que Speir a fait enregistrer pour la première fois on trouve les noms de Ishman Bracey, Tommy Johnson, Charlie Patton, Son House, Skip James, Robert Johnson, Bo Carter, Willie Brown, les Mississippi Sheiks, Blind Joe Reynolds et Robert Wilkins.
Speir arrête les enregistrements en 1936. En 1942, son magasin brûle. Le 22 avril 1972, Speir meurt chez lui à Pearl dans le Mississippi d'une crise cardiaque.
Speir a été inscrit à titre posthume dans le Blues Hall of Fame en 2005.

## À l'écran
Les auditions de Speir ainsi que les sessions d'enregistrements qui les suivaient ont été mises en scène par le réalisateur allemand Wim Wenders dans l'épisode The Soul of a Man (2004) de la mini-série télévisée Martin Scorsese Presents... The Blues.